# Fritz Wintersteller

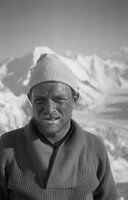
Fritz Wintersteller

Fritz Wintersteller (* 21. Oktober 1927 in Innsbruck; † 15. September 2018 in Salzburg) war ein österreichischer Bergsteiger, dem 1957 die Erstbesteigung des Broad Peak zusammen mit Hermann Buhl, Kurt Diemberger und Marcus Schmuck (Expeditionsleiter) gelang.

## Leben
Fritz Wintersteller hat das Bergsteigen und seine geliebten Berge niemals zum Beruf gemacht oder finanzielle Interessen damit verfolgt. Das Klettern im höchsten Schwierigkeitsgrad musste er frühzeitig nach einem schlecht verheilenden Beinbruch aufgeben. Fritz Wintersteller hat später bis auf drei Nebengipfel alle 4000 m hohen Berge in den Alpen bestiegen. Fritz Wintersteller wurde das Goldene Sportabzeichen der Republik Österreich verliehen und am 23. Februar 2006 wurde er zum Ehrenbürger seiner Heimatstadt Salzburg ernannt.  Er wurde am Gnigler Friedhof bestattet.

## Erstbegehungen
1943
- Kleines Fieberhorn, Südostpfeiler, Variante V
- Großes Fieberhorn, Südverschneidung, V-
- Bratschenkopf, Direkte Südwand, V

1944
- Zahringkogel, Direkte Westwand, V+
- Watzmannfrau, Nordwestriss, linke Verschneidung, V+

1945
- Hochkogel, Nordwestwandpfeiler, V

1946
- Grosswand, Südflanke, 1. Schibefahrung

1948
- Wiesspitze, Direkte Westwand, V+
- Lehender Kopf, Direkte Westwand, V

1955
- Falkenstein, Südostgrat, III
- Westbyfjell, Südwand, III und Südostgrat, II
- Snökuppelen, Nordwand, IV

1957
- Broad-Peak-Vorgipfel 8028 m, am 29. Mai
- Broad Peak 8051 m am 9. Juni, Erstbesteigung
- Skil Brum 7360 m am 19. Juni